# My Darkest Days

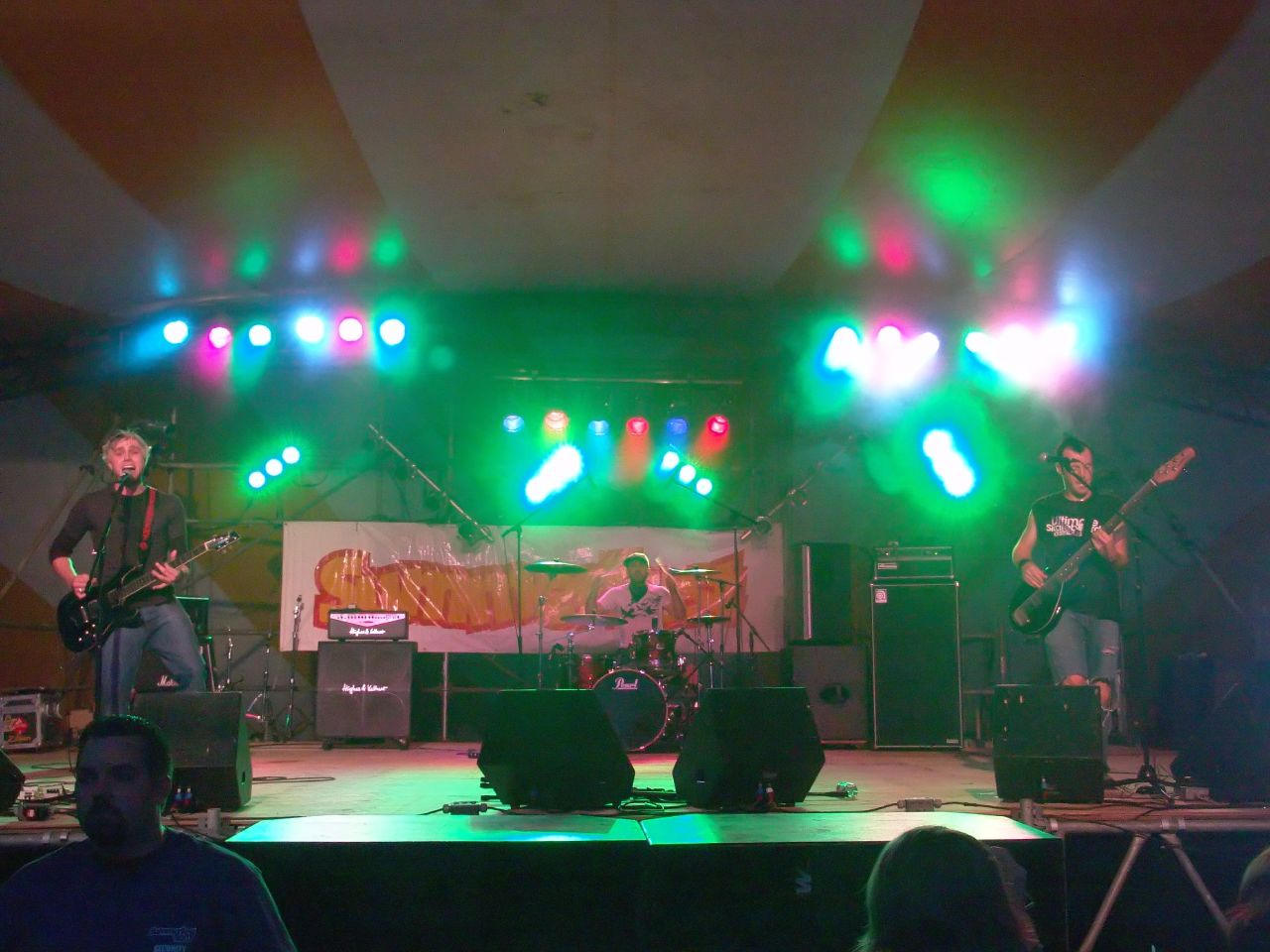
My Darkest Days en 2007.

My Darkest Days est un groupe canadien de rock originaire de Peterborough (Ontario). Actif depuis 2005, le groupe est composé de Matt Walst (guitare et chant), Sal Costa (guitare solo et chant), Brendan McMillan (basse), Doug Oliver (batterie) et Reid Henry (claviers et chant).

## Discographie

### Albums
| Titre                   | Details                                            | Hit parade | Hit parade | Hit parade | Hit parade |
| Titre                   | Details                                            | CAN        | US         | US Alt     | US Rock    |
| ----------------------- | -------------------------------------------------- | ---------- | ---------- | ---------- | ---------- |
| My Darkest Days         | - Sortie : 21 septembre 2010 - Label : 604 Records | 11         | 38         | 9          | 12         |
| Sick and Twisted Affair | - Sortie : 27 mars 2012 - Label : 604 Records      |            |            |            |            |

### Singles
| Year | Single                                              | Hit parade | Hit parade | Hit parade | Hit parade | Hit parade | Certifications          | Album                   |
| Year | Single                                              | CAN        | US         | US Main    | US Alt     | US Rock    | Certifications          | Album                   |
| ---- | --------------------------------------------------- | ---------- | ---------- | ---------- | ---------- | ---------- | ----------------------- | ----------------------- |
| 2010 | "Porn Star Dancing" (ft Zakk Wylde et Chad Kroeger) | 40         | 90         | 1          | 21         | 7          | - US: Or - CAN: Platine | My Darkest Days         |
| 2011 | Move Your Body                                      | —          | —          | 23         | —          | 33         |                         | My Darkest Days         |
| 2011 | Every Lie                                           | —          | —          | 24         | —          | —          |                         | My Darkest Days         |
| 2012 | Casual Sex                                          | —          | —          | 25         | —          | 33         |                         | Sick and Twisted Affair |